# Качин
Ка́чин — село в Україні, у Сошичненській громаді Камінь-Каширського району Волинської області. Населення становить 749 осіб.

## Географія
Село розташоване на правому березі річки Турії, над Качинським озером.

## Історія
У 1906 році село Сошичненської волості Ковельського повіту Волинської губернії. Відстань від повітового міста 30 верст, від волості 6. Дворів 240, мешканців 1516.
До 1943 року біля села знаходилися польські поселення, колонія Ву́лька Качи́нська (пол. Wólka Kaczyńska, нині Ставище), та фільварок Михалу́вка (пол. Michałówka).

## Населення
Згідно з переписом УРСР 1989 року чисельність наявного населення села становила 894 особи, з яких 422 чоловіки та 472 жінки.
За переписом населення України 2001 року в селі мешкало 910 осіб.

### Мова
Розподіл населення за рідною мовою за даними перепису 2001 року:
| Мова       | Відсоток |
| ---------- | -------- |
| українська | 99,89 %  |
| російська  | 0,11 %   |

## Відомі люди
- Павляшик Микола Анатолійович (1992—2014) — старший солдат 3-го механізованого батальйону 51-ї окремої механізованої бригади (Володимир). Загинув у боях за Іловайськ у районі селища Кутейникове (Донецька область).

## Галерея

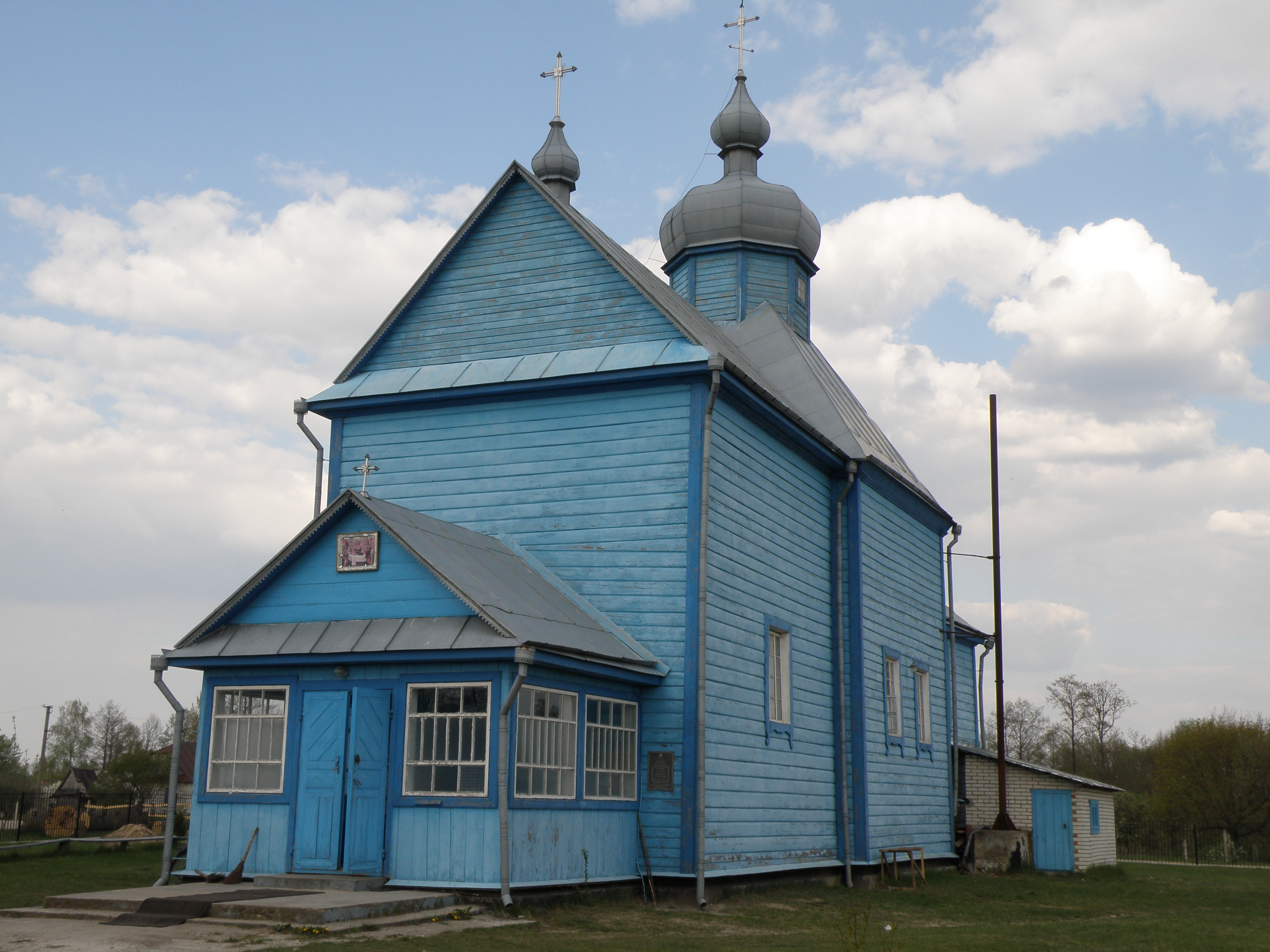
Церква Успіння Пресвятої Богородиці
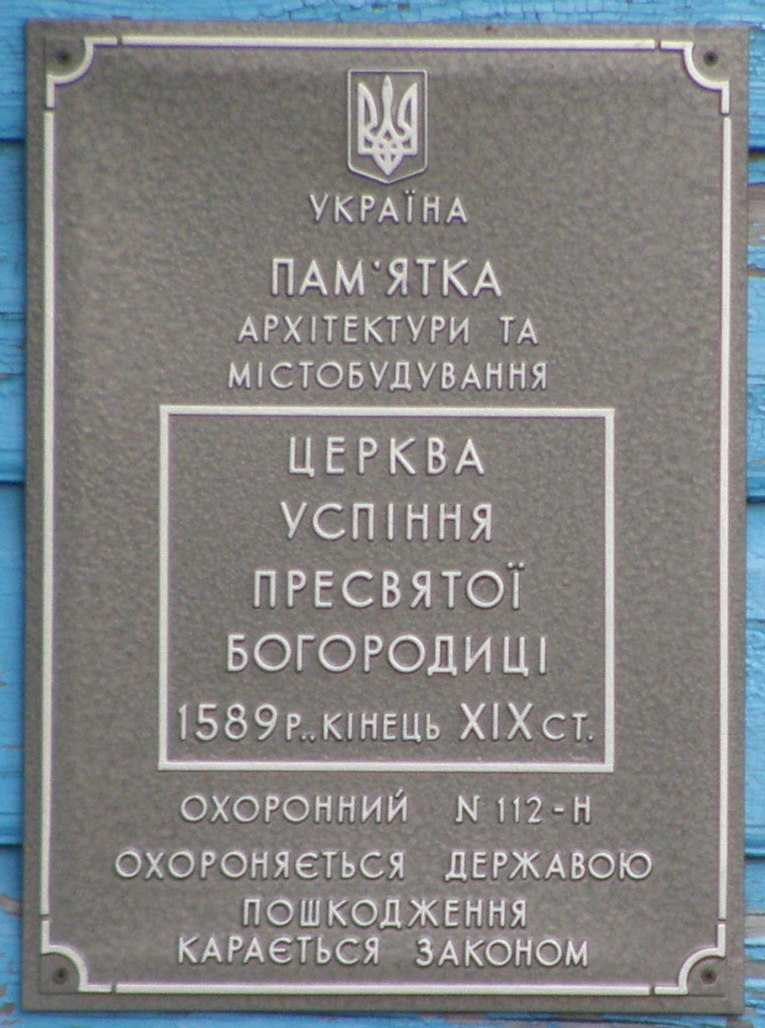
Охоронна табличка на церкві
Пам'ятник землякам, загиблим у Другій світовій війні